# Affaire de l'enfant crucifié
L’affaire de l'enfant crucifié de Sloviansk désigne un scandale provoqué par de fausses informations diffusées le 12 juillet 2014 par la chaîne de télévision publique russe Pervy Kanal, selon laquelle l'armée ukrainienne aurait crucifié un enfant de 3 ans devant sa mère, lors de la guerre du Donbass. La fausse information a également été diffusée par Russia Today.
Le reportage de Pervy Kanal sera très rapidement critiqué pour son absence de crédibilité et de déontologie, et dénoncé par la presse internationale comme un exemple de désinformation et de propagande de guerre.

## Contexte

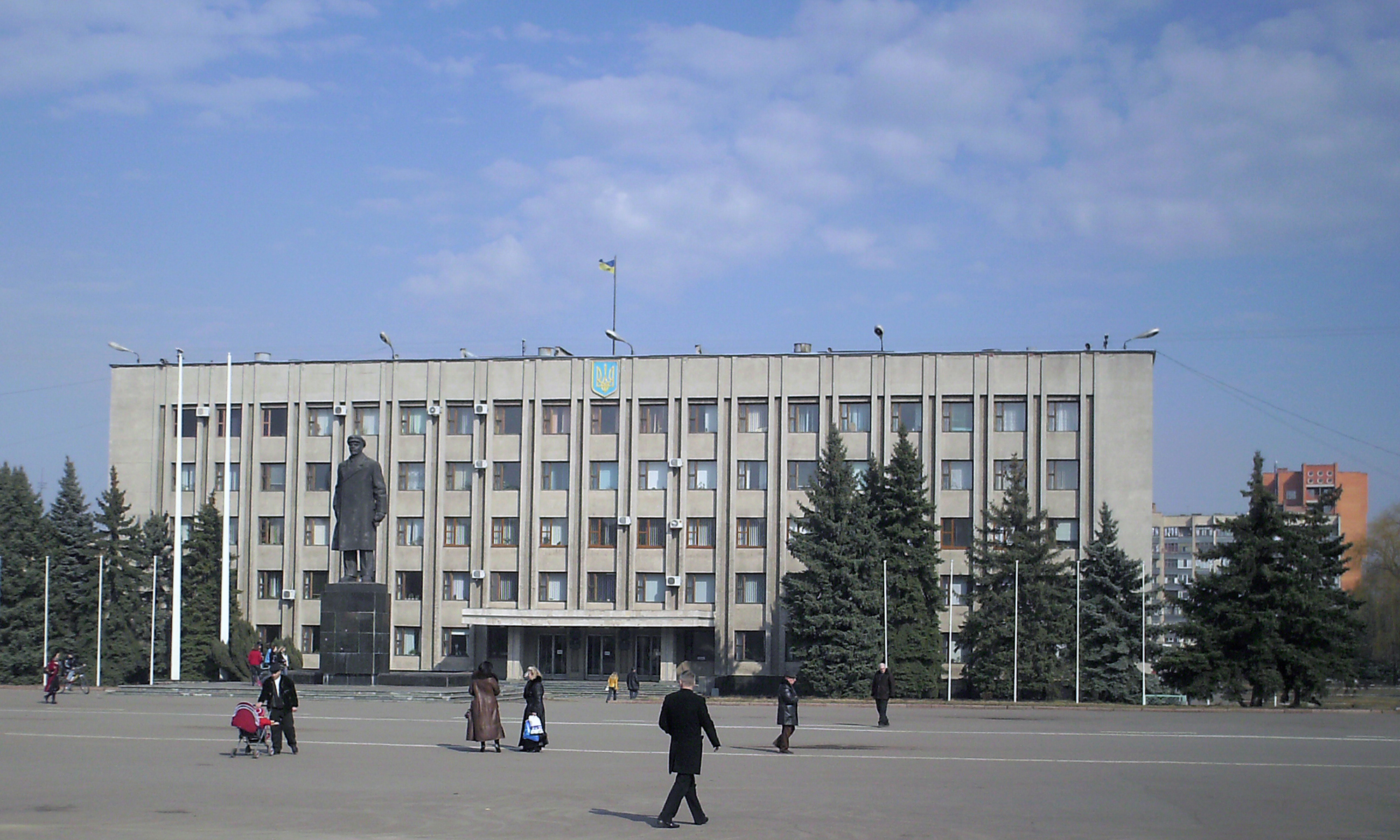
La place de la Révolution d'Octobre à Sloviansk

En 2014, à la suite des événements de l'Euromaïdan qui aboutissent à l'arrivée d'un gouvernement pro-européen, des groupes armés prorusses apparaissent dans l'est de l'Ukraine. Soutenus par la Russie, ils proclament l'indépendance de la république populaire de Donetsk. L'intervention de l'armée ukrainienne déclenche la guerre du Donbass, et les affrontements débutent à Sloviansk, un des premiers bastions séparatistes ; ceux-ci sont menés par Igor Strelkov, officier du renseignement russe actif dans le Donbass. Après presque trois mois de siège, l'armée ukrainienne reprend Sloviansk, le 5 juillet 2014.
Le 12 juillet, la chaîne publique russe Pervy Kanal diffuse lors de l'émission d'information-phare Vremia, l'interview d'une personne nommée Galina Pychniak ; elle est présentée comme une réfugiée en Russie, originaire de l'est de l'Ukraine. Elle prétend avoir vu les forces ukrainiennes rassembler les habitants sur la place Lénine de Sloviansk, puis crucifier un enfant de 3 ans :

« Ils ont pris un enfant de trois ans, un petit garçon avec un short et un T-shirt, et ils l'ont cloué comme Jésus sur le panneau des annonces municipales. Quelqu'un enfonçait les clous, deux autres le tenaient. Et le tout devant sa mère, qu'on retenait. Et la maman a regardé le bébé se vider de son sang. Des cris. Des hurlements. Et ils l'ont encore tailladé pour faire souffrir l'enfant. C'était intenable. Les gens perdaient connaissance. Et puis, après une heure et demie, l'enfant agonisant est mort, ils ont attaché la mère inconsciente à un tank, et ils ont fait trois fois le tour de la place. Et le tour de la place fait un kilomètre. »

Le présentateur du journal, Vitali Elisseïev (ru), commente : « On ne comprend pas comment une chose pareille soit possible au centre de l'Europe. Le cœur ne veut pas croire que ça soit possible ». Le reportage est rediffusé le lendemain aux infos analysées du soir présenté par Irada Zeïnalova.
L'information est reprise le lendemain par la chaîne anglophone russe Russia Today, mais de façon déformée ; il y est ainsi dit que « des escadrons de la mort exécutent les hommes de moins de 35 ans, crucifient des bébés et forcent leurs mères à regarder ». Trois jours avant le reportage de Pervi Kanal, l'intellectuel ultra-nationaliste Alexandre Douguine, proche de Vladimir Poutine, diffusait une information similaire sur son profil Facebook,, affirmant que des soldats ukrainiens « ont crucifié un enfant de 6 ans », et que « à Sloviansk, il y a un génocide de la population civile. »

## Contre-enquête
Le reportage est rapidement critiqué par la chaîne indépendante russe Dojd qui dispose d'un envoyé spécial à Sloviansk, lequel relève plusieurs incohérences dans le récit de Galina Pychniak. Il note qu'il n'existe pas de « place Lénine » dans la ville, mais une « place de la Révolution d'Octobre », qui comporte une statue de Lénine. Les témoignages d'habitants diffusés ne confirment pas ce récit, ni de violences particulières de la part des soldats ukrainiens envers les civils. Le reporter de Dojd montre au contraire des images de l'armée ukrainienne en train de distribuer de l'aide humanitaire aux habitants. Selon lui, les sapeurs ukrainiens ont également retiré les mines antipersonnel posées à travers la ville par les séparatistes.
Les journalistes étrangers, nombreux à Sloviansk au début de la guerre, ne confirment pas non plus la scène de la crucifixion,. Le journal britannique The Spectator note ironiquement que le récit de la crucifixion semble inspiré d'un épisode de la Saison 4 de la série Game of Thrones, qui venait de sortir. Enfin, il fut révélé que Galina Pychniak était la femme d'un ancien policier du Berkout ayant rejoint les milices séparatistes,.
En janvier 2015, un reportage à Donetsk de la chaîne publique russe d'information Rossiya 24 montre Galina Pychniak, présentée cette fois sous le nom de « Sniéjana, habitante de Donetsk », afin de témoigner à propos de bombardements. Le site de fact-checking ukrainien StopFake, géré par des professeurs et des étudiants en journalisme de l'Académie Mohyla de Kiev, avance qu'il s'agirait d'une figurante travaillant pour la télévision russe, dans des reportages montés de toutes pièces.
En avril 2021, l'émission Fake News de la chaîne de télévision Dojd a diffusé une interview entre Maria Borzunova et Galina Pyshnyak dans laquelle cette dernière confirmait ses propos sur le « garçon crucifié », mais admettait qu'elle avait raconté l'histoire par ouï-dire, qu'elle en regrettait les conséquences et qu'elle avait été « très mal traitée » en Russie lorsqu'on avait appris qu'elle était devenue une réfugiée.

## Réactions
L'affaire est immédiatement devenue un scandale politique. Alors que le ministre ukrainien de l'Intérieur, Arsen Avakov, parle de « mensonge grossier », l'opposant russe Alexeï Navalny réclame des poursuites judiciaires contre les auteurs du reportage. Au moment de son assassinat à Moscou en février 2015, l'opposant Boris Nemtsov était en train de rédiger un rapport sur l'implication du Kremlin en Ukraine. L'affaire de l'enfant crucifié y est citée comme un exemple délibéré de politique de propagande de guerre. Le gouvernement russe réagit par le biais de son vice-ministre de la Communication, qui considère que le reportage « remplit tous les critères de l'éthique journalistique ».
Pour Anna Colin Lebedev, chercheuse à l'EHESS, dans la mesure où la télévision constitue encore la principale source d'information en Russie, « des reportages de ce type ont semé l’effroi et durablement affecté les esprits. » Anna Colin Lebedev constate toutefois l'existence parallèle d'une propagande ukrainienne, basée sur l'exagération des succès ukrainiens et la minimisation des informations sur les pertes humaines. Eliot Borenstein, spécialiste de la culture russe à l'université de New York, compare le récit imaginaire des tortures sur l'enfant aux accusations de meurtre rituel contre les Juifs, répandues autrefois dans l'Empire tsariste. The Economist considère l'affaire comme un exemple emblématique de l'ère post-vérité, caractéristique de la politique intérieure et extérieure russe.
Le 18 décembre 2014, à la conférence de presse annuelle de Vladimir Poutine, la journaliste Ksenia Sobtchak demande au président russe si cette désinformation a été commanditée par le Kremlin, mais celui-ci refuse de répondre. Trois jours après la conférence présidentielle, la chaîne Pervy Kanal admet finalement que le reportage semble être faux.

## Dans la culture populaire
L'affaire de l'enfant crucifié a inspiré un épisode de la série Homeland. L'épisode « Mesures actives » de la saison 7 traite en effet d'une opération de désinformation russe sur une fausse affaire d'enfant crucifié en Ukraine.